# Neonympha areolatus
Espèce
Neonympha areolatus est une espèce d'insectes lépidoptères (papillons) de la famille des Nymphalidae, de la sous-famille des Satyrinae et du genre Neonympha.

## Dénomination
Il est nommé Neonympha areolatus par le naturaliste britannique James Edward Smith en 1797.
Synonyme : Papilio areolatus Smith, 1797.

### Noms vernaculaires
Neonympha areolatus se nomme Georgia Satyr en anglais.

### Sous-espèce
- Neonympha areolatus septentrionalis Davis, 1924.

Il y aurait en réalité deux espèces Neonympha areolatus et Neonympha helicta, et Neonympha areolatus septentrionalis serait Neonympha helicta,.

## Description
Ce papillon de taille moyenne présente un dessus de couleur beige foncé marron.
Le revers est orné une ligne submarginale de d'ocelles ovales et de lignes rouge orangé.

### Chenille
La chenille est verte avec des poils blancs.

## Biologie

### Période de vol et hivernation
Il hiverne au stade de chenille.
L'imago vole en juin juillet en une génération au nord de son aire dans le New Jersey, en deux générations de mai à juillet puis d'août à octobre en Caroline du Nord,.

### Plantes hôtes
Les plantes hôte de sa chenille sont des Poaceae(Sorghastrum nutans).

## Écologie et distribution
Il est présent en Amérique du Nord dans le sud-est des États-Unis dans le sud-est de l'Oklahoma, le sud de l'Arkansas, le sud-est du Texas et le sud-ouest de la Louisiane et le sud-ouest, toute la Floride, des isolats en Arkansas, Mississippi, Géorgieet sur la côte atlantique jusqu'en Caroline du Nord,.

### Biotope
Il réside dans les zones ouvertes de bois de pins.

### Protection
Pas de statut de protection particulier.